# デイヴィッド・ホワイト
デイヴィッド・ホワイト（David White、1785年 – 1834年10月19日) はアメリカ合衆国のケンタッキー州の弁護士、政治家。
1785年に誕生。彼は予備教育を修了し、法律を学んだ。
彼は弁護士として認可を受け、ケンタッキー州ニューキャッスルで開業した。
彼は1826年にケンタッキー州下院議員に当選した。
彼は民主共和党から第18連邦議会（1823年3月4日 – 1825年3月3日）に当選した。
彼は1834年10月19日にケンタッキー州フランクリン郡で死去した。